# Otto Steinmann
Pour les articles homonymes, voir Steinmann.
Otto Ludwig Eberhard Steinmann (né le 4 novembre 1831 à Baumgarten, arrondissement de Frankenstein, province de Silésie et mort le 14 décembre 1894 à Gumbinnen, Prusse-Orientale) est un avocat administratif et homme politique prussien.

## Biographie
Steinmann étudie le droit à l'Université de Breslau et à l'Université Frédéric de Halle. Il devient membre du Corps Saxonia Breslau (1847/48), du Corps Guestphalia Halle (de) (1848) et du Corps Silesia Breslau (de) (1849). Après avoir terminé ses études, il entre dans la fonction publique prussienne. À partir de 1860, il est évaluateur du gouvernement à Liegnitz et à partir de 1865 à Königsberg. En 1866, il est administrateur par intérim dans l'arrondissement de Gerdauen. Il occupe le même poste dans l'arrondissement de Mersebourg (de) en 1867. En 1868, Steinmann est nommé conseiller gouvernemental et principal conseiller présidentiel à Magdebourg. À partir de 1876, il est conseiller gouvernemental principal à Marienwerder. Il y est également vice-président de district en 1881. De 1881 à 1894, il est président du district de Gumbinnen. En 1882, il est publiquement accusé d'avoir modifié la configuration de sa circonscription en faveur des conservateurs. Entre 1885 et 1894, Steinmann est député de la chambre des représentants de Prusse pour le Parti conservateur allemand. De 1889 jusqu'à sa mort en 1894, il est député au Reichstag en tant que député de la 6e circonscription du district de Gumbinnen . Il est le frère de l'anobli Georg Maximilian Franz von Steinmann.